# Micromacronus leytensis
Micromacronus leytensis là một loài chim trong họ Timaliidae.
Trong một thời gian dài, thành viên duy nhất của chi Micromacronus, nhưng một loài ở Mindanao, trước đây được đưa vào M. leytensis như một phân loài, hiện thường được coi là một loài khác biệt, M. sordidus.
M. leytensis là loài đặc hữu của Philippines. Môi trường sống tự nhiên của chúng là rừng ẩm nhiệt đới hoặc cận nhiệt đới và rừng nhiệt đới ẩm nhiệt đới hoặc cận nhiệt đới. Tình trạng của loài là không được biết đầy đủ.